# Þríklakkar
Þríklakkar är en bergstopp i republiken Island. Den ligger i regionen Norðurland eystra, 230 km nordost om huvudstaden Reykjavík. Toppen på Þríklakkar är 1 370 meter över havet.
Trakten runt Þríklakkar är nära nog obefolkad, med mindre än två invånare per kvadratkilometer. Närmaste större samhälle är Akureyri, omkring 14 kilometer nordost om Þríklakkar. Trakten runt Þríklakkar består i huvudsak av gräsmarker.